# أبو الظهور
أبو الظهور هي بلدة وناحية إدارية سوريّة تتبع منطقة إدلب في محافظة إدلب. بلغ عدد سكانها 10,694 نسمة حسب تعداد عام 2004.

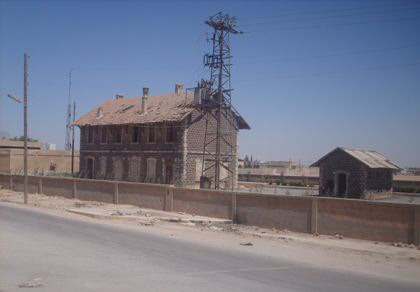
محطة القطار

تضم الناحية بلدة أبو الظهور و25 قرية و26 مزرعة.
تقع في شرق محافظة إدلب. تجاورها محافظة حلب من الشمال والشرق، وناحية سنجار من الجنوب، وناحية سراقب من الغرب. تتألف من بلدة أبو الظهور مركز الناحية ومزارعها (الجفر، الخفة، حميمات) والقرى والمزارع التالية (المزارع بين قوسين)، البراغيثي (الوسيطة غربية)، تل سلمو (الويسية، رسم الدبشية)، رسم نياص، الجديدة، رسم عابد (مشرفة رسم عابد، رأس العين)، الزفر الكبير (الزفر الصغير)، تل سلطان (باريسا)، البليصا (سكرية بليصا)، تل الأغر، تل خطرة (أبو جريف، مشيرفة، طويل الحليب)، تل الطوقان (شوحة، مزرعة ابن العوام) تل فخار، تل كلبة (تويم، سكرية أبو قميص، مسعدة، بيلون، صالحية)، التليجينة، التويم، جلاس، حميمات الداير (مستريحة، وريده)، الذهبية، رأس العين (الرحالة) الطويحينة، طويل الشيخ، الوسيطة الشرقية، حرملة (مشرفة حرملة، وريده).
بيوتها القديمة قبابية طينية، والحديثة أسمنتية تنتشر باتجاه الغرب يعتمد سكانها على زراعة 2257هـ بعلاً. ومن أهم حاصلاتها الشعير، و114هـ، مرواة من مياه الآبار تزرع بالقطن والخضر الصيفية، إلى جانب تربية الماشية، كما ويعمل قسم منهم في حرف يدوية منها: صناعة حيام الشعر والخناجر والسيوف ومستلزمات حياة البدو. في البلدة محطة للأرصاد الجوية، يشرب أهلها من شبكة مياه موزعة على المنازل. ترتبط بمدينة إدلب بطريق مزفتة. تتبعها ثلاث مزارع: الجفر ـ الخفسة ـ حميمات.